# High ’n’ Dry (Saturday Night)
High 'n' Dry (Saturday Night) – utwór zespołu Def Leppard. W marcu 1982 roku został wydany w formie singla w Australii. Utwór zajął 33. miejsce na liście VH1 40 Greatest Metal Songs.
Piosenka została napisana w 1980 roku, a nagrana w pierwszej połowie 1981 roku. Opowiada o nadużywaniu napojów alkoholowych w sobotni wieczór. Z powodu kontrowersyjnego tekstu piosenki PMRC utworzył listę Filthy 15, przedstawiającą szczególnie obraźliwe utwory muzyczne. „High 'n' Dry” zostało umieszczone na liście, ponieważ opowiadało zdaniem organizacji o zażywaniu alkoholu i narkotyków. Wokalista zespołu, Joe Elliott, stwierdził jednak, że jego wizerunek stworzony na piosence był pomysłem producenta Roberta Johna Lange'a i nie ma nic wspólnego z prawdą.
Do utworu został nagrany teledysk w reżyserii Douga Smitha. Podobnie jak klipy do „Let It Go” i „Bringin' On the Heartbreak” został on zrealizowany 22 lipca 1981 roku w Royal Court Theatre w Liverpoolu. Wszystkie teledyski zostały zrealizowane podczas UK Tour.

## Twórcy
- Joe Elliott – wokal
- Steve Clark – gitary
- Pete Willis – gitary
- Rick Savage – gitara basowa
- Rick Allen – perkusja